# Josef Alois Gleich
Josef Alois Gleich est un écrivain, autrichien né à Vienne en 1772 et mort en 1841.
Il occupait un modeste emploi dans les finances autrichiennes. D’une imagination inépuisable, il a composé près de 200 romans et autant de pièces de théâtre. Il réussissait surtout dans les romans de chevalerie : le Chevalier noir, Harald ou la Guerre des couronnes, Bodo et ses frères. Ses meilleures pièces ont été recueillies sous le titre de Théâtre comique, Brunn, 1821 : on y distingue les Chevaliers du lion.

## Source
Cet article comprend des extraits du Dictionnaire Bouillet. Il est possible de supprimer cette indication, si le texte reflète le savoir actuel sur ce thème, si les sources sont citées, s'il satisfait aux exigences linguistiques actuelles et s'il ne contient pas de propos qui vont à l'encontre des règles de neutralité de Wikipédia.